# حق بر سلامتی
حقِ بر سلامتی یکی از حقوق بشری است که برای استیفای سایر حقوق بشری نیز ضروری قلمداد می‌شود.
در مقدمه اساسنامه سازمان بهداشت جهانی حق هر انسان برای دسترسی به بالاترین سطح ممکن سلامتی به رسمیت شناخته شده‌است.
این حق در جامع‌ترین مفهوم خود در ماده ۱۲ میثاق بین‌المللی حقوق اقتصادی، اجتماعی و فرهنگی مورد توجه قرار گرفته، بر اساس بند ۲ این ماده تدابیری که کشورهای عضو میثاق برای تأمین استیفای کامل این حق اتخاذ خواهند کرد، شامل اقدام‌های لازم برای تأمین امور ذیل خواهد بود:
- الف - تقلیل میزان مرده متولد شدن کودکان، مرگ و میر کودکان و رشد سالم آنان.
- ب - بهبود بهداشت محیط و بهداشت صنعتی از جمیع جهات.
- ج - پیشگیری و معالجه بیماری‌های مسری، بومی، حرفه‌ای و سایر بیماری‌ها، همچنین پیکار علیه این بیماری‌ها.
- د - ایجاد شرایط مناسب برای تأمین خدمات و کمک‌های پزشکی برای عموم در صورت ابتلاء به بیماری.

حق بر سلامتی در پیوندی ناگسستنی با حق حیات (نسل اول حقوق بشر) قرار دارد و از سوی دیگر با حق بهداشت و تأمین اجتماعی گره خورده‌است. علاوه بر این حق بر محیط زیست سالم که در نسل سوم حقوق بشر قرار دارد نیز از سرچشمه حق بر سلامتی سیراب می‌شود. به این ترتیب حق بر سلامتی را می‌توان حلقه ارتباط نسل‌های مختلف حقوق بشر قلمداد نمود.

## حق بر سلامتی در اسناد بین‌المللی
نمونه‌های دیگری از اشاره به حق بر سلامتی در اسناد بین‌المللی عبارتند از:
- ماده ۲۵ اعلامیه جهانی حقوق بشر
- ماده ۵ کنوانسیون رفع کلیه اشکال تبعیض نژادی
- مواد ۱۱ و ۱۲ کنوانسیون امحای کلیه اشکال تبعیض علیه زنان
- ماده ۲۴ کنوانسیون حقوق کودک
- ماده ۱۱ منشور اجتماعی اروپا
- ماده ۱۶ منشور آفریقایی حقوق بشر و مردم